# Kilińszczyzna

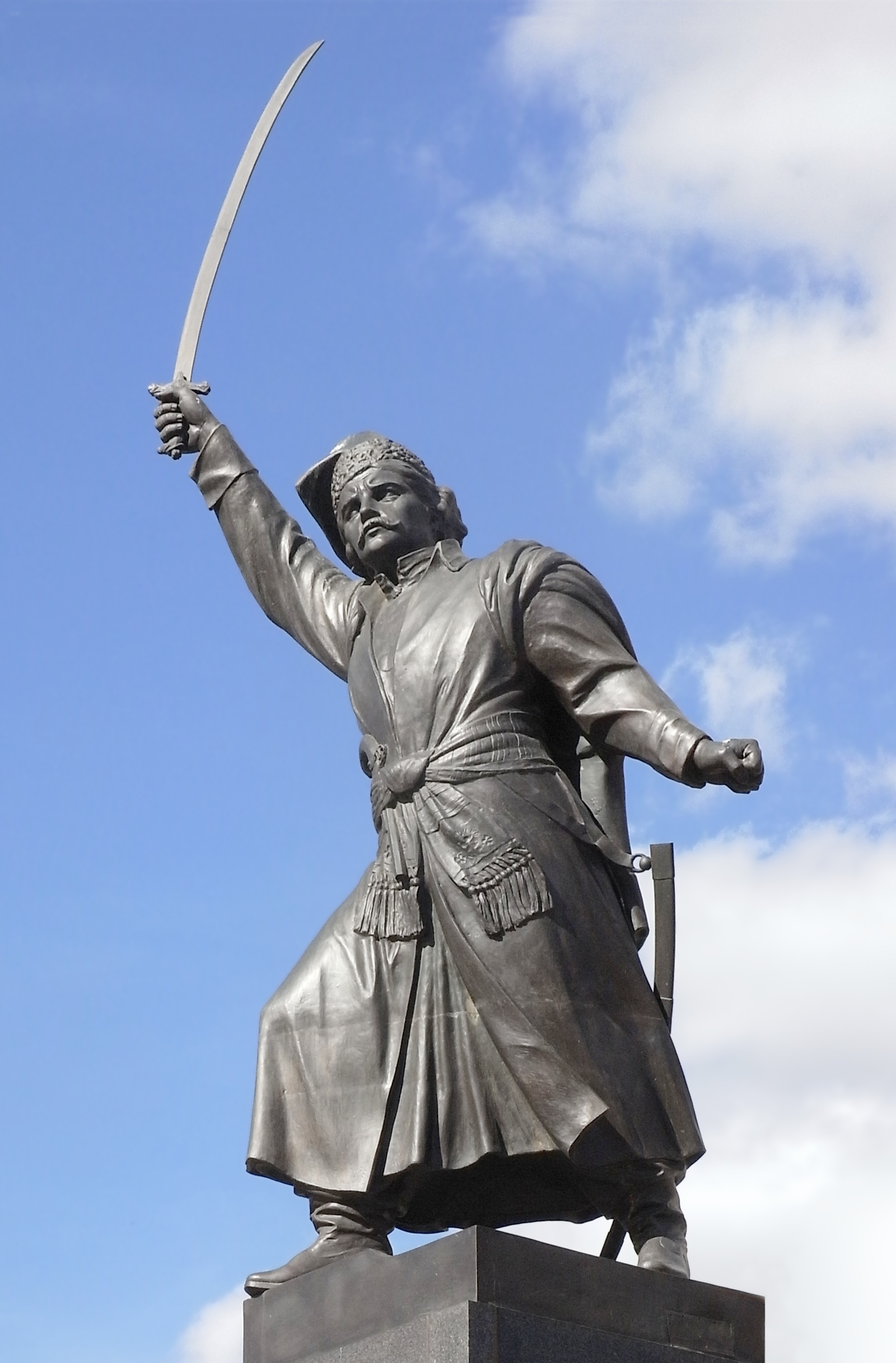
Jan Kiliński na pomniku w Warszawie

Kilińszczyzna – manifestacja zorganizowana 17 kwietnia 1894 przez Ligę Narodową w Warszawie w setną rocznicę wybuchu insurekcji warszawskiej, na czele której stał Jan Kiliński.

## Geneza
Do upamiętnienia insurekcji i osoby Kilińskiego przygotowywała się młodzież narodowa. Studenci-socjaliści nie przewidywali swojego udziału w manifestacji, ponieważ miała ona mieć charakter patriotyczno-religijny. Ostatecznie udział w wydarzeniu wzięli.

## Przebieg manifestacji
We wtorek 17 kwietnia 1894 o godzinie 10.00 w katedrze św. Jana odbyła się msza św. w intencji powrotu do zdrowia ciężko chorego dziecka. Kościół wypełniony był przede wszystkim młodzieżą studencką i inteligencją. Po mszy uformował się kilkusetosobowy pochód, który ruszył w kierunku Rynku Starego Miasta. Przed domem Kilińskiego na komendę „Zdjąć czapki!” tłum zatrzymał się i uczcił przywódcę insurekcji warszawskiej. Na ulicy Podwale policja zamknęła pochodowi przejście do Krakowskiego Przedmieścia i odcięła drogę odwrotu z drugiej strony ulicy. Część osób wsiadła do tramwajów konnych, które nadjechały w ostatniej chwili, gdzie konduktorzy rozdali im bilety. Pozostałe osoby na polecenie policji przeszli na podwórze pobliskiego cyrkułu policyjnego. Były to 253 osoby: 165 studentów, 54 mężczyzn i 34 kobiety.

## Następstwa
W gronie zgromadzonych w cyrkule znaleźli się m.in.: Marian Bohusz, Benedykt Hertz, Edward Słoński, Cecylia Walewska, Zofia Daszyńska-Golińska. Po ustaleniu tożsamości i spisaniu zatrzymanych – manifestanci zostali wieczorem wypuszczeni. Następnie w nocy z 19 na 20 kwietnia odbyły się aresztowania.. Była to pierwsza tak wielka manifestacja od czasów sprzed powstania styczniowego w 1861.
Wobec niemożności ustalenia organizatorów kilińszczyzny władze zwolniły nielicznych rzemieślników i osoby mogące dowieść, że na pochodzie były przypadkowo, by nadać manifestacji studencki charakter. Uczestników podzielono na trzy kategorie, co wiązało się z kilkumiesięcznym aresztem lub zesłaniem w głąb Rosji na dwa lub trzy lata. Tłumnie żegnani na Dworcu Kolei Petersburskiej, dzięki amnestii związanej z wstąpieniem na tron Mikołaja II przebywali na zesłaniu znacznie krócej.
Efektem manifestacji, aresztowań i zesłań było rozbicie Zetu, osłabienie Ligi Narodowej i zamknięcie „Głosu”. Czołowi działacze endecji przenieśli się do Galicji (Jan Ludwik Popławski, Roman Dmowski).